# Gmina Doljevac
Gmina Doljevac (serb. Opština Doljevac / Општина Дољевац) – gmina w Serbii, w okręgu niszawskim. W 2018 roku liczyła 17 991 mieszkańca.